# Sierpuchow (2015)
Sierpuchow (ros. Серпухов) – rosyjska korweta rakietowa projektu 21631 (typu Bujan-M) z XXI wieku, wodowana w 2015 roku. Należy do Floty Bałtyckiej.

## Budowa
Okręt należy do budowanych w drugiej dekadzie XXI dla Marynarki Wojennej Rosji korwet rakietowych projektu 21631 (typu Bujan-M), będących wersją rozwojową okrętów artyleryjskich projektu 21630 (Bujan) i klasyfikowanych oficjalnie jako małe okręty rakietowe (małyj rakietnj korabl – MRK). Ich przeznaczeniem jest zwalczanie okrętów przeciwnika, a także uderzenia na cele naziemne. „Sierpuchow” był piątym zamówionym okrętem typu Bujan-M, nazwanym tak od miasta Sierpuchowa. Budowę zamówiono 19 października 2012 roku, wraz z bliźniaczym okrętem „Zielonyj Doł”.
Stępkę pod budowę okrętu położono 25 stycznia 2013 roku w wołżańskiej stoczni Zielenodolskij Zawod im. A.M. Gorkogo w Zielenodolsku w Tatarstanie, pod numerem stoczniowym 635. Wodowano go 3 kwietnia 2015 roku. W sierpniu 2015 roku okręt przyholowano do Noworosyjska w celu przeprowadzenia prób morskich na Morzu Czarnym.

## Skrócony opis
Wyporność okrętów projektu 21631 wynosi 949 ton (bez bliższego określenia). Długość wynosi 74,1 m, szerokość 11 m, a zanurzenie 2,6 m. Załogę stanowi 52 ludzi.
Napęd stanowią cztery silniki wysokoprężne o mocy łącznej 14 800 KM. Napędzają one dwa pędniki wodnostrumieniowe. Prędkość maksymalna wynosi 25 węzłów. Zasięg określany jest na 2500 mil morskich przy prędkości 12 węzłów.
Zasadnicze uzbrojenie okrętów projektu 21631 stanowi ośmiokomorowa pionowa wyrzutnia, służąca do wystrzeliwania przede wszystkim pocisków woda-woda/woda-ziemia Kalibr-NK, z ośmioma pociskami. Mogą być stosowane także pociski innych typów, np. woda-woda P-800 Oniks. Uzbrojenie artyleryjskie składa się z jednej automatycznej armaty uniwersalnej kalibru 100 mm A-190. Uzbrojenie przeciwlotnicze i przeciwrakietowe stanowi jeden zestaw artyleryjski obrony bezpośredniej AK-630M2 Duet z dwoma 6-lufowymi armatami rotacyjnymi kalibru 30 mm. Uzupełniają je dwie wyrzutnie pocisków przeciwlotniczych 3M47 Gibka dla pocisków bardzo bliskiego zasięgu samonaprowadzających się na podczerwień 9M39 Igła. Każda wyrzutnia ma cztery pociski. Okręty nadto uzbrojone są w dwa karabiny maszynowe kalibru 14,5 mm MTPU.

## Służba

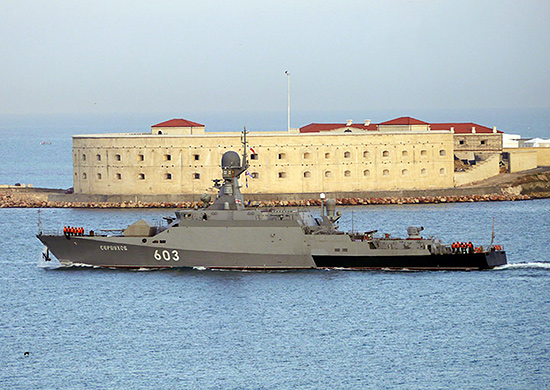
„Sierpuchow” we Flocie Czarnomorskiej w 2016 roku

„Sierpuchow” początkowo został wcielony do Floty Czarnomorskiej, przybywając do Sewastopola 18 listopada 2015 roku. Uroczyste podniesienie bandery miało miejsce 12 grudnia 2015 roku (razem z bliźniaczym okrętem „Zielonyj Doł”).
30 marca 2016 roku okręt wyszedł z Sewastopola w pierwszy dalszy rejs, wchodząc w skład rosyjskiego zgrupowania okrętów na Morzu Śródziemnym. 19 sierpnia tego roku o 10:55 wraz z „Zielonym Dołem” ostrzelał pociskami Kalibr cele lądowe na terytorium Syrii, według strony rosyjskiej niszcząc stanowisko dowodzenia i bazę grupy terrorystycznej Dżabhat an-Nusra w rejonie miejscowości Darat Izza oraz fabrykę granatów moździerzowych i skład uzbrojenia w prowincji Aleppo. Ponownie wyszedł w celu pełnienia zadań na Morzu Śródziemnym 4 października 2016 roku.
Pod koniec 2016 roku „Sierpuchow” został przeniesiony do Floty Bałtyckiej, z bazą w Bałtyjsku (razem z „Zielonym Dołem”). Na przełomie czerwca i lipca 2017 roku wziął udział w wystawie Międzynarodowego Salonu Marynarki Wojennej w Petersburgu (MWMS-2017). W 2017 i ponownie w 2018 i 2019 roku za wyniki w wyszkoleniu otrzymał honorowy tytuł okrętu „uderzeniowego” (ros. udarnyj).
We wrześniu 2023 roku okręt odbył ćwiczebne strzelania rakietowe przeciw celom nadbrzeżnym na poligonie Czyża na Morzu Białym, przechodząc wewnętrznymi drogami wodnymi z Zatoki Fińskiej przez Kanał Białomorsko-Bałtycki do bazy Floty Północnej w Siewierodwińsku.
Według niepotwierdzonych niezależnie informacji ukraińskich, okręt został uszkodzony na skutek wewnętrznego pożaru w bazie w Bałtyjsku 7 kwietnia 2024 roku, podczas inwazji na Ukrainę. Do wywołania pożaru jako aktu dywersji przyznał się ukraiński wywiad wojskowy (HUR), według którego spaleniu uległy środki łączności i automatyzacji okrętu, powodując poważne uszkodzenia.